# Brehna
Brehna è una frazione della città tedesca di Sandersdorf-Brehna, nella Sassonia-Anhalt.

Conta (2006) 2 956 abitanti.

## Storia
Brehna fu nominata la prima volta nel 1053.

Ottenne il titolo di città nel XIII secolo.

Costituì un comune autonomo fino al 1º luglio 2009.